# Hirondelle Amour
Hirondelle Amour (en francès, oreneta amor) és una pintura de Joan Miró, actualment conservada al Museum of Modern Art de Nova York, amb el número d'inventari 723.1976.
L'obra és un dels quatre cartrons per a tapís que Marie Cuttoli va encarregar a l'artista català, per bé que ella mai posseí l'obra final. Es tracta d'una obra característica de la producció mironiana dels anys 30 del segle xx, on l'artista combina l'ús de l'escriptura i el treball pictòric. En aquest cas, un conjunt de formes humanes i animals representades amb colors vius envolten el lema hirondelle amour, escrit amb lletra lligada, que dona nom a l'obra. La visió del conjunt evoca un sentiment de llibertat, i es considera que Alberto Giacometti es referia a obres de Joan Miró com aquesta quan deia que
| «                    | Per mi, Miró és sinònim de llibertat, una cosa més aèria, més alliberada i lleugera que qualsevol cosa que mai hagués vist abans. | » |
| — Alberto Giacometti | |   |

Aquesta pintura és considerada per William Rubin com l'obra mestra de Miró, en tant que presenta un abast i un sentiment d'abandonament inigualables. Després d'uns anys en poder de Marie Cuttoli, l'any 1952 la peça va passar a la col·lecció d'Aimé Maeght, qui poc després la va vendre a Nelson A. Rockefeller. L'any 1976, aquest la va donar a la col·lecció del MoMA de Nova York, on encara es conserva actualment tot i que no forma part de l'exposició permanent de la institució.